# Verwaltungsgemeinschaft Zahna
In der Verwaltungsgemeinschaft Zahna waren die Gemeinden Kropstädt, Leetza und Rahnsdorf sowie die Stadt Zahna, die Verwaltungssitz war, im sachsen-anhaltischen Landkreis Wittenberg zusammengeschlossen. Am 1. Juli 2003 wurde die Gemeinde Rahnsdorf nach Zahna eingemeindet. Die Auflösung der Verwaltungsgemeinschaft erfolgte dann am 1. Januar 2005 durch Zusammenlegung mit den ebenfalls aufgelösten Verwaltungsgemeinschaften Elster-Seyda-Klöden, Mühlengrund und Südfläming zur neuen Verwaltungsgemeinschaft Elbaue-Fläming.